# Сент-Арму
Сент-Арму́ (фр. Saint-Armou) — коммуна во Франции, находится в регионе Аквитания. Департамент — Атлантические Пиренеи. Входит в состав кантона Пе-де-Морлаас и дю Монтанерес. Округ коммуны — По.
Код INSEE коммуны — 64470.

## География

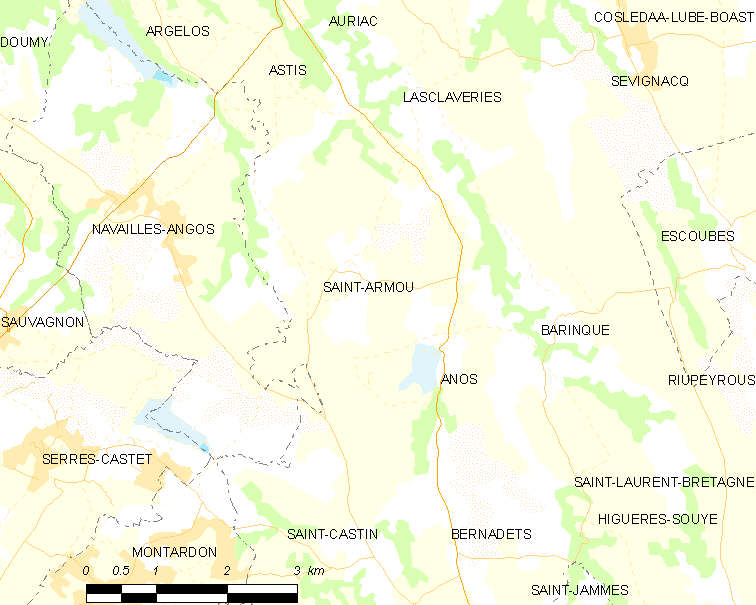
Карта коммуны

Коммуна расположена приблизительно в 640 км к югу от Парижа, в 160 км южнее Бордо, в 14 км к северу от По.
На северо-востоке коммуны протекает река Люи-де-Франс.

### Климат
Климат тёплый океанический. Зима мягкая, средняя температура января — от +5°С до +13°С, температуры ниже −10 °C бывают редко. Снег выпадает около 15 дней в году с ноября по апрель. Максимальная температура летом порядка 20-30 °C, выше 35 °C бывает очень редко. Количество осадков высокое, порядка 1100 мм в год. Характерна безветренная погода, сильные ветры очень редки.

## Население
Население коммуны на 2010 год составляло 602 человека.
| 1962 | 1968 | 1975 | 1982 | 1990 | 1999 | 2010 |
| ---- | ---- | ---- | ---- | ---- | ---- | ---- |
| 352  | 319  | 350  | 436  | 502  | 512  | 602  |

## Администрация
| Период | Период | Фамилия           | Партия | Примечания |
| ------ | ------ | ----------------- | ------ | ---------- |
| 1995   | 2001   | Альбер Барада     |        |            |
| 2001   | 2008   | Эдмон Дедебан     |        |            |
| 2008   | 2014   | Фернан Сердан     |        |            |
| 2014   | 2020   | Фредерик Керафурк |        |            |

## Экономика
В 2010 году среди 355 человек трудоспособного возраста (15-64 лет) 272 были экономически активными, 83 — неактивными (показатель активности — 76,6 %, в 1999 году было 71,7 %). Из 272 активных жителей работали 257 человек (134 мужчины и 123 женщины), безработных было 15 (8 мужчин и 7 женщин). Среди 83 неактивных 29 человек были учениками или студентами, 38 — пенсионерами, 16 были неактивными по другим причинам.

## Достопримечательности
- Церковь Св. Лаврентия (XVIII век)[4]

## Фотогалерея

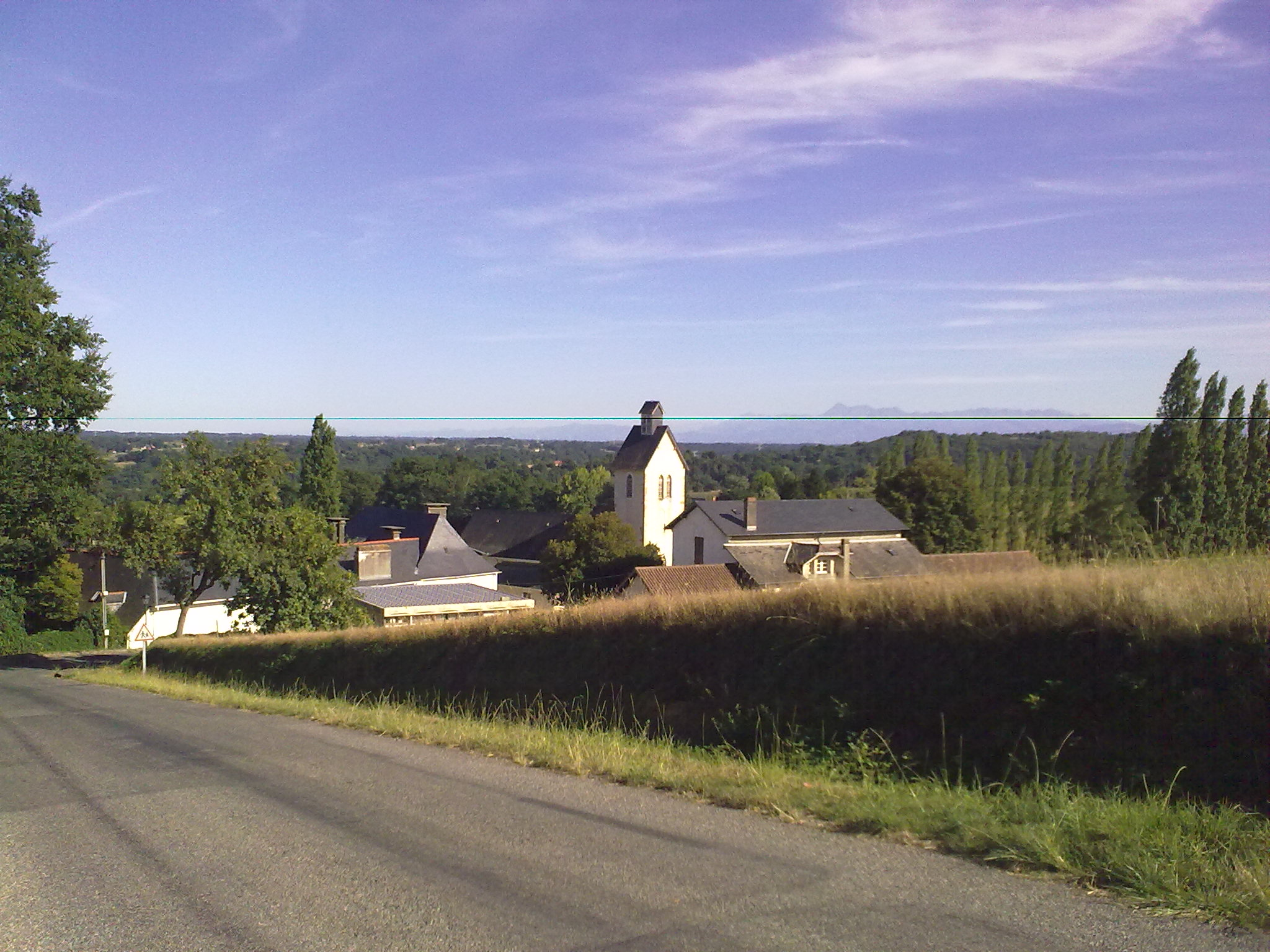
Сент-Арму
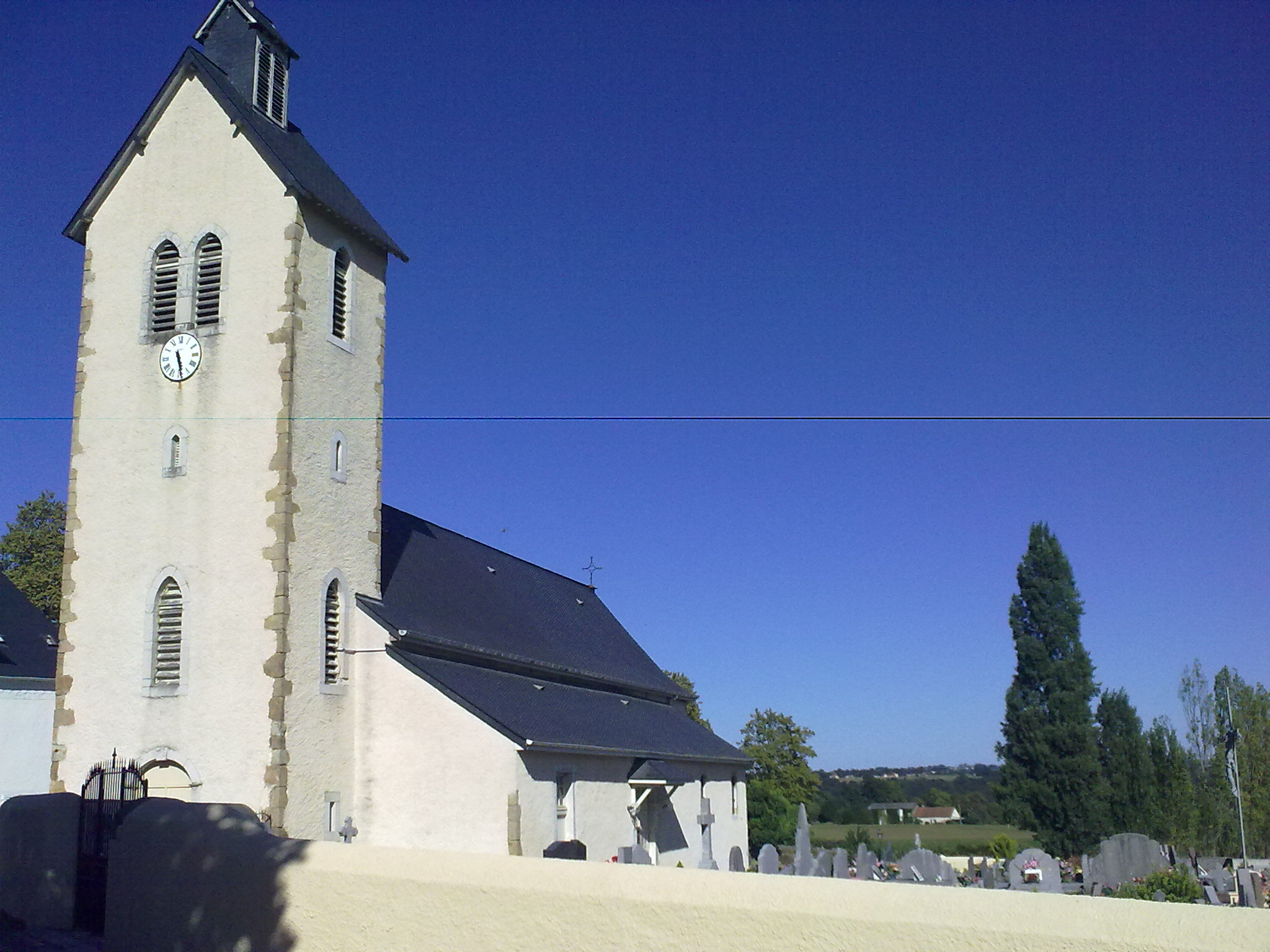
Церковь Св. Лаврентия
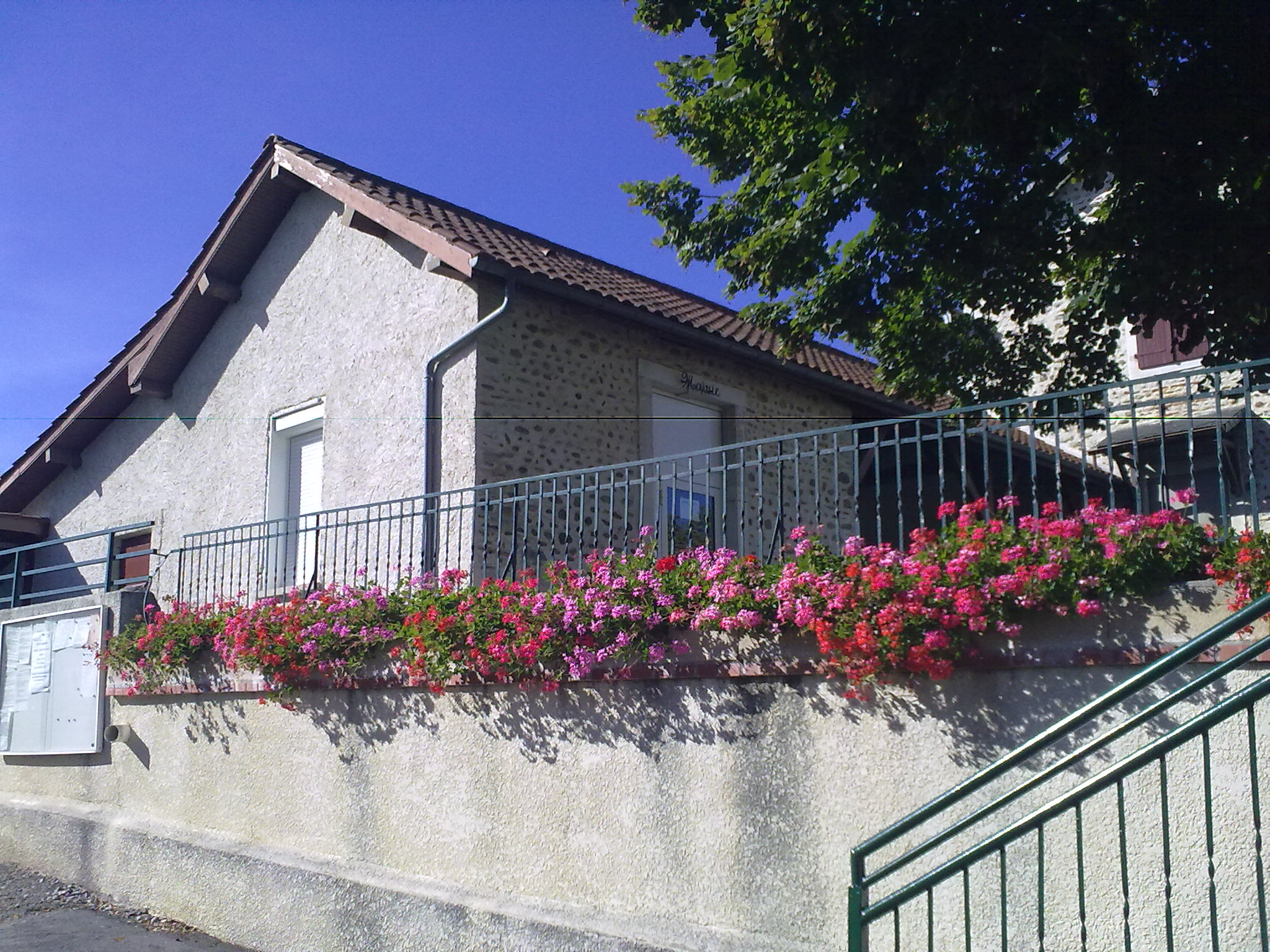
Мэрия
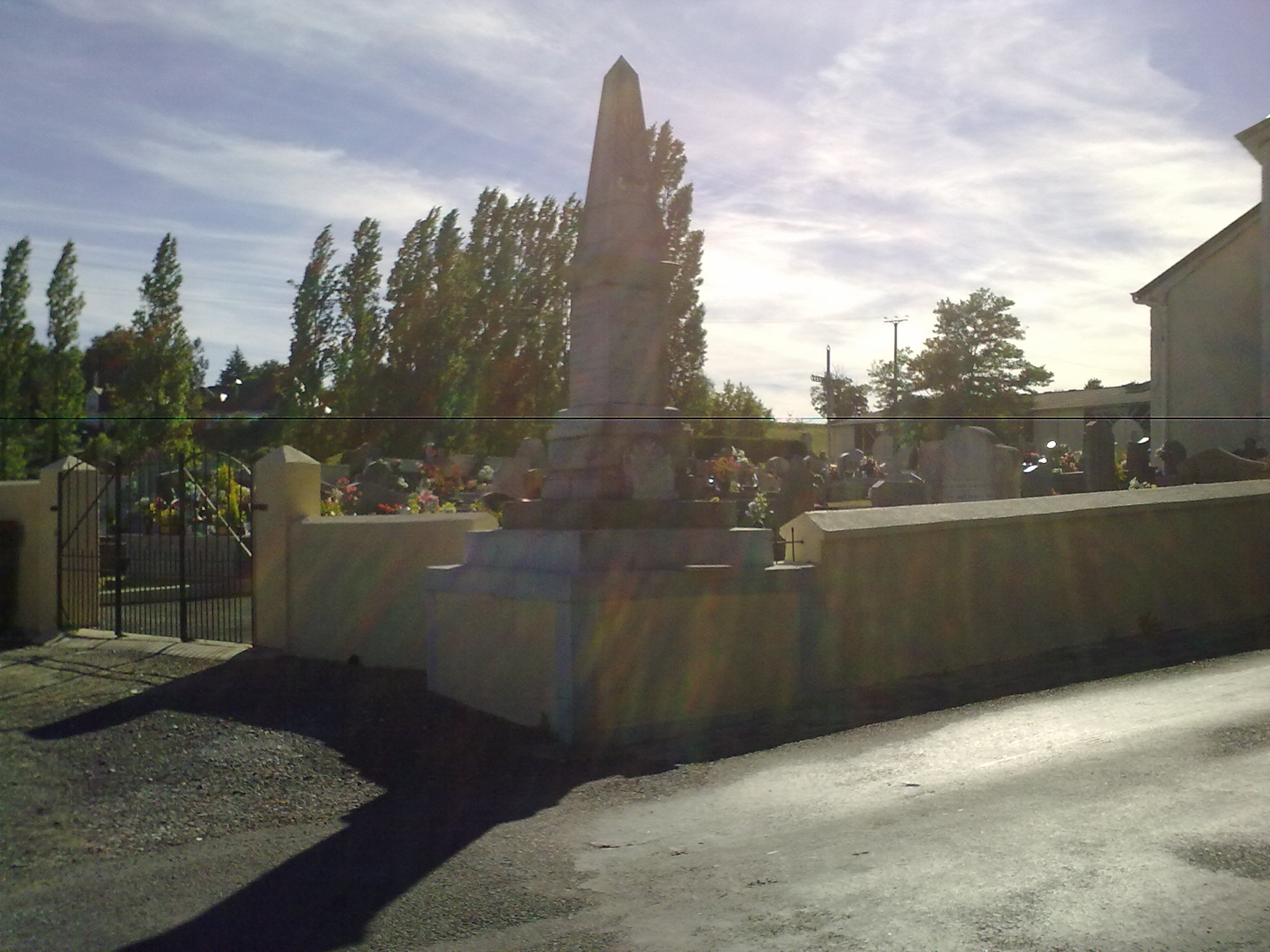
Военный мемориал